# Viktor Engler
Viktor C.A. Engler (Prusia, desde 1945 Polonia; 1885 – Berlín, 1917) fue un botánico alemán.

## Biografía
Obtiene su doctorado en la Universidad de Breslavia (hoy Breslavia en Polonia) en 1909, defendiendo la tesis Monographie der gattung Tilia ....
Fue especialista en la familia Tiliaceae con énfasis en el género Tilia.

## Honores

### Epónimos
- (Ericaceae) Rhododendron englerànum  Koord.[4]

- (Melastomataceae) Memecylon engleranum var. occidentale Jacq.-Fél.[5]